# Nantyglo and Blaina
Nantyglo and Blaina è una comunità del Galles, nel distretto di contea di Blaenau Gwent.
È formata dai due villaggi di Nantyglo e Blaina.